# Алексий III Велики Комнин
Алексий III Велики Комнин (на старогръцки: Αλέξιος Γ΄ Μέγας Κομνηνός; * 5 октомври 1338, † 20 март 1390) е император на Трапезунд от декември 1349 до 1390 г.

## Живот
Алексий се казва всъщност Йоан Комнин и е по-малкият от двата сина на трапезундския император Василий Комнин († април 1340) и неговата метреса. Когато баща му през 1340 г. е отровен от съпругата му Ирина Палеологина, и тя се възкачва на трона, Йоан и по-големият му брат Алексий са изпратени в Константинопол при роднините на неговата мащеха. Там той живее в императорския дворец на Византия.
На 12 години през 1349 г. византийският император Йоан VI Кантакузин го изпраща в Трапезунд, за да прояви претенции за трона на управляващия там император Михаил Комнин. С войската си Йоан успява да превземе града без особени затруднения. Михаил е детрониран и Йоан се възкачва на престола и приема името на починалия в изгнание свой по-голям брат Алексий.
На 28 септември 1351 г. на 13 години той се жени за Теодора Кантакузина, дъщеря на севастократор Никифор Кантакузин.
През 1376 – 1377 г. Михаил Палеолог, в съюз с венецианците и Добротица, деспот на Добруджанското деспотство, опитва да превземе трона на Алексий III. Походът им по море през 1378 г. обаче е неуспешен.
Алексий III умира през 1390 г. На трона го последва синът му Мануил III.

## Деца
Теодора ражда на Алексий III шест деца:
- Анна (1357 – 1406), омъжена за грузинския цар Баграт V
- Василий (1358 – 1377)
- Мануил III Велики Комнин (1364 – 1417)
- Евдокия, омъжена за Таджед-дин, паша на Синоп и емир на Лимния, и за Константин Драгаш, деспот на Велбъжд.
- Мария, омъжена за Сюлейман Бег, емир на Чалибия.
- дъщеря, омъжена за Мутах-хартен, емир на Ерзиджан